# Echinophoria coronadoi
Echinophoria coronadoi là một loài ốc biển lớn, là động vật thân mềm chân bụng sống ở biển trong họ Cassidae, họ ốc kim khôi.

## Miêu tả
Chiều dài tối đa của vỏ ốc được ghi nhận là 120.8 mm.

## Môi trường sống
Độ sâu tối thiểu được ghi nhận là 33 m. Độ sâu tối đa được ghi nhận là 275 m.